# Австрийская кухня

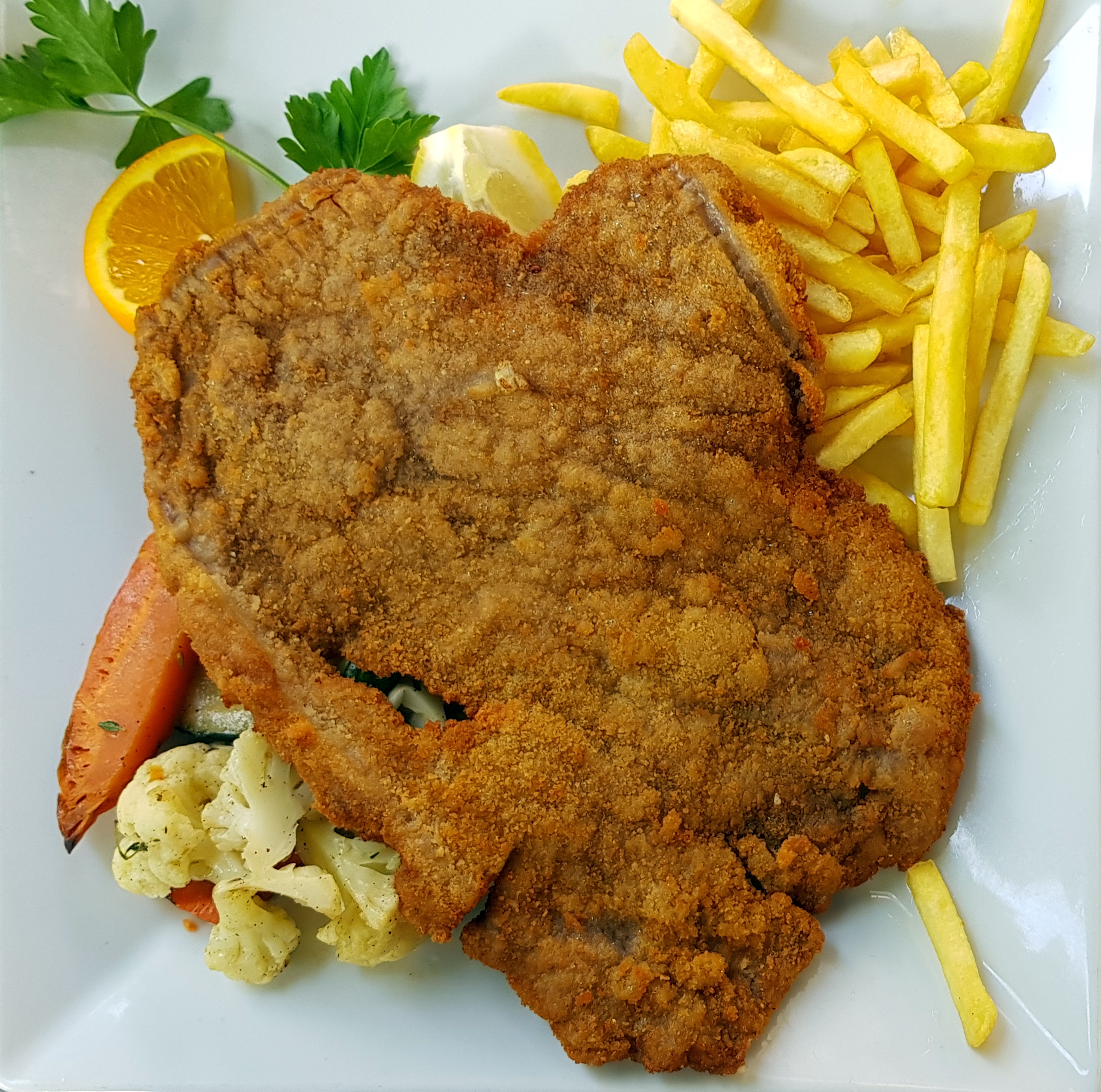
Венский шницель с картофелем фри

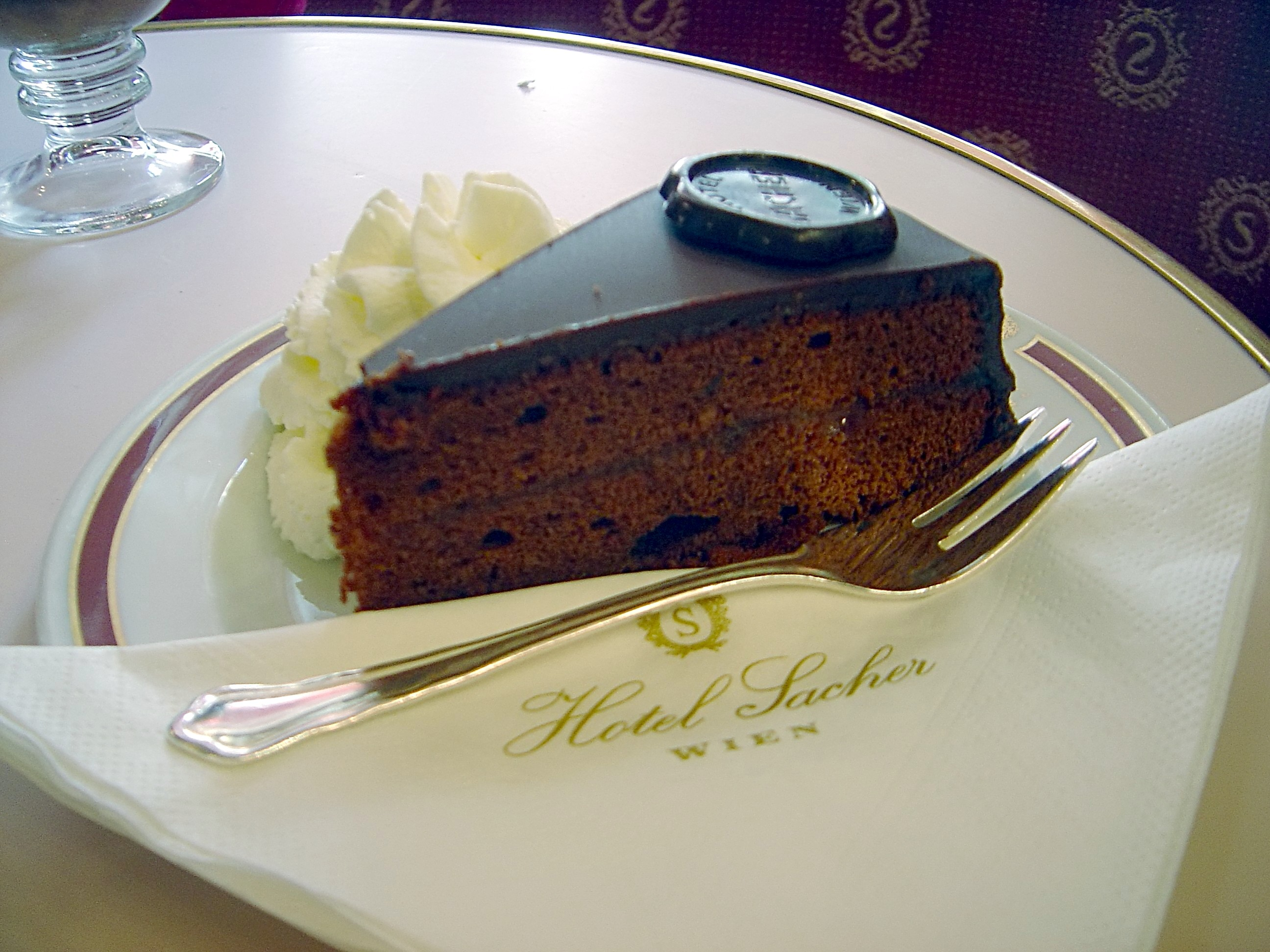
Торт «Захер»

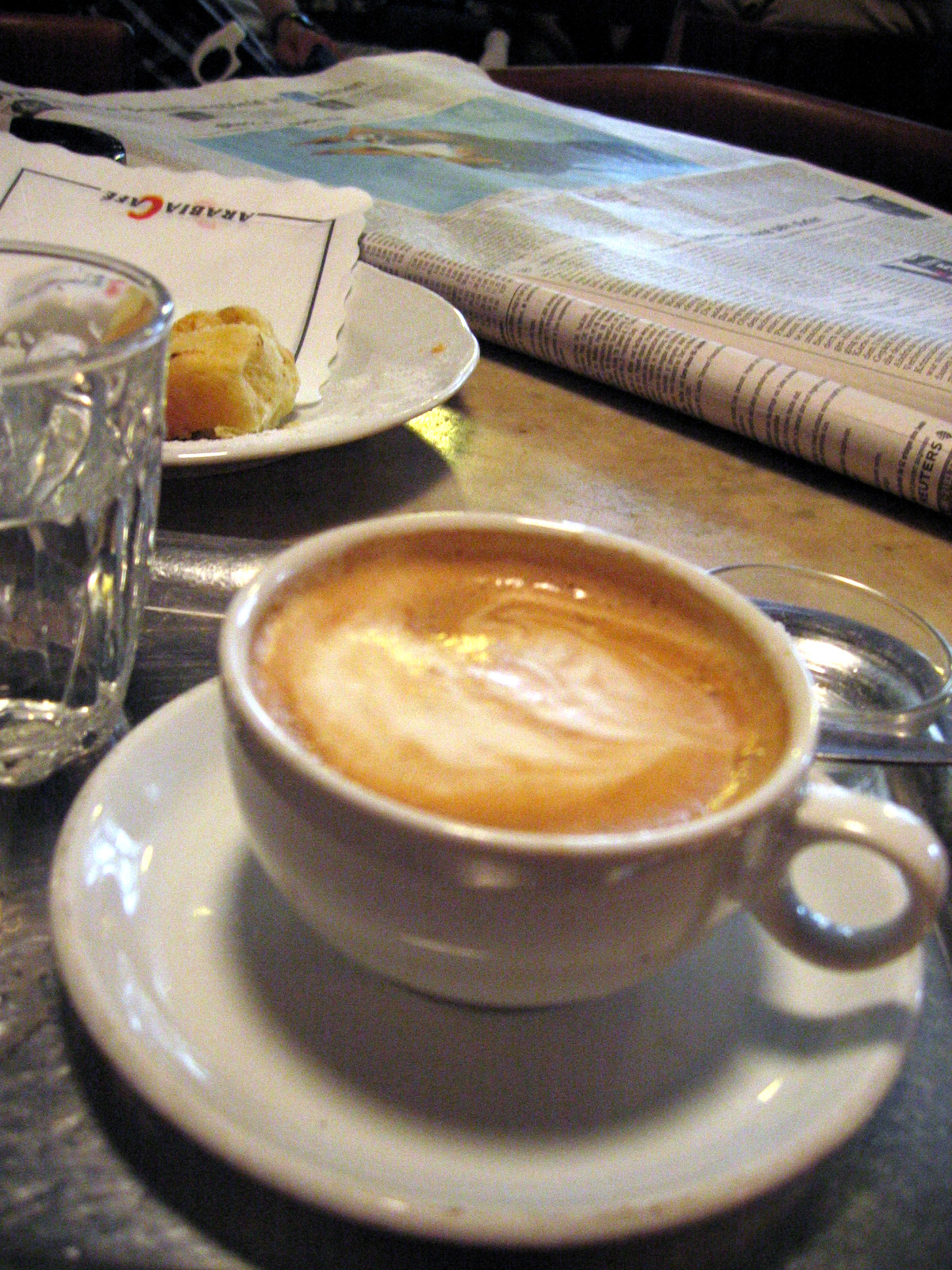
Венский меланж

Австрийскую кухню (нем. österreichische Küche) часто сравнивают с венской кухней, хотя традиционное кулинарное искусство Австрии находит своё отражение в разнообразии региональных вариаций, обусловленных общей историей Австро-Венгерской империи. В австрийской кухне сплелись воедино кулинарные традиции Венгрии, Богемии, Баварии и Италии. Заимствованные из других стран блюда и технологии приготовления интегрировались и адаптировались к местным традициям.
Австрийская кухня известна для всего мира прежде всего выпечкой и сластями. Всемирную известность получил венский шницель.

## Приёмы пищи
Австрийцы едят сравнительно много. В австрийской гастрономической культуре выделяют пять или шесть приёмов пищи. У австрийцев есть два завтрака. Первый завтрак включает обычно булочку, масло, яйцо всмятку, варенье и кофе. Второй, поздний завтрак, так называемый «с вилкой» (нем. Gabelfrühstuck), — горячий и более плотный, с сосисками и мясом. Австрийский обед обязательно начинается с консоме, прозрачного супа или супа-пюре. Второе блюдо в обед — мясное, из свинины или говядины, с соусом, в частности, гуляш. К мясу полагается гарнир из картофеля или мучные клёцки. В австрийский полдник, называемый яузе, подают кофе с выпечкой или сытными бутербродами. Австрийцы, как и немцы ужинают преимущественно бутербродами. Иногда австрийцы перекусывают и в полночь, в том числе и тортом.

## Мясные блюда
Австрийцы занимают одно из первых мест в мире по потреблению мяса. У австрийских мясников и поваров принято максимально точно именовать используемые в рецепте части туши: один из культовых венских ресторанов на рубеже XXI века выделял 26 сортов только отварной говядины. Австрийская кухня имеет давнюю традицию блюд из субпродуктов. Телячий бойшель считается блюдом, на котором проверяют мастерство повара.

## Рыбные блюда
Австрия не имеет выхода к морю, в австрийской кухне преобладают рыбные блюда из пресноводной рыбы, преимущественно искусственного разведения, а ресторанные меню в некоторых местечках Австрии вообще не предусматривают рыбных блюд.

## Напитки
- Кофе: австрийцы очень любят кофе, в различных вариациях (например, венский меланж) его подают в многочисленных кафе. В основном, в рецептах используется сорт мокка. Также, есть специальный вид десерта с использованием кофе, ранее называвшийся «венский кофе» — кофе по-льежски.
- Горячий шоколад.
- Безалкогольные напитки: альмдудлер.
- Пиво: пивные традиции переняты из Германии, пиво подается в ёмкостях 0,2 литра (Pfiff), 0,3 литра (Seidel или kleines Bier) и 0,5 литров (Krügerl, Halbe или großes Bier). На пивных фестивалях пиво наливается в литровые и двухлитровых кружки, как в соседней Баварии. Наиболее популярные сорта пива, которые варятся в Австрии — лагер (Märzen), нефильтрованное пиво Zwicklbier и пшеничное пиво Stiegl. На Рождество традиционно варится бок.
- Вино: австрийские вина производят главным образом на востоке страны в Нижней Австрии, Бургенланде и Штирии. Молодое вино, называемое хойригер, получило своё название от виноградников близ Вены.
- Прочие алкогольные напитки: в разных землях готовится большое количество сидров, шнапсов, ликёров, имеющих исходные фруктовые компоненты.

## Закуски
Среди закусок преобладают различного рода сэндвичи с колбасами, копчёностями, сырами.
- Липтовский сыр
- Суп с яичными хлопьями
- Тирольский шпик

## Десерты
Австрийцы едят много десертов, именно выпечка и сладости сформировали лицо кухни.
- Штрудель
- Линцский торт
- Торт «Стефания»
- Торт Захер
- Кайзершмаррн
- Мавр в рубашке
- Штрицель
- Ишльские тортики
- Линцские глаза
- Пуншкрапфен
- Сливовые клёцки
- Абрикосовые клёцки
- Райндлинг

## Основные блюда
Основные блюда австрийской кухни были главным образом заимствованы, например, гуляш или куриный паприкаш из венгерской кухни. Тем не менее, многие блюда получили специфику «по-австрийски».
- Венский шницель
- Курица по-венски
- Тафельшпиц — отварное говяжье филе с яблочным хреном
- Бойшель
- Цвибельростбратен
- Ваниллеростбратен
- Ростбиф Жирарди
- Краутфлекерль — блюдо из капусты с австрийскими макаронными изделиями флекерль
- Говяжьи рулетики
- Каринтийская лапша — каринтийские вареники
- Шликкрапфены, напоминающие итальянские равиоли, в основном с мясной начинкой
- Klachlsuppe — суп из свиных ножек

## Региональные кухни

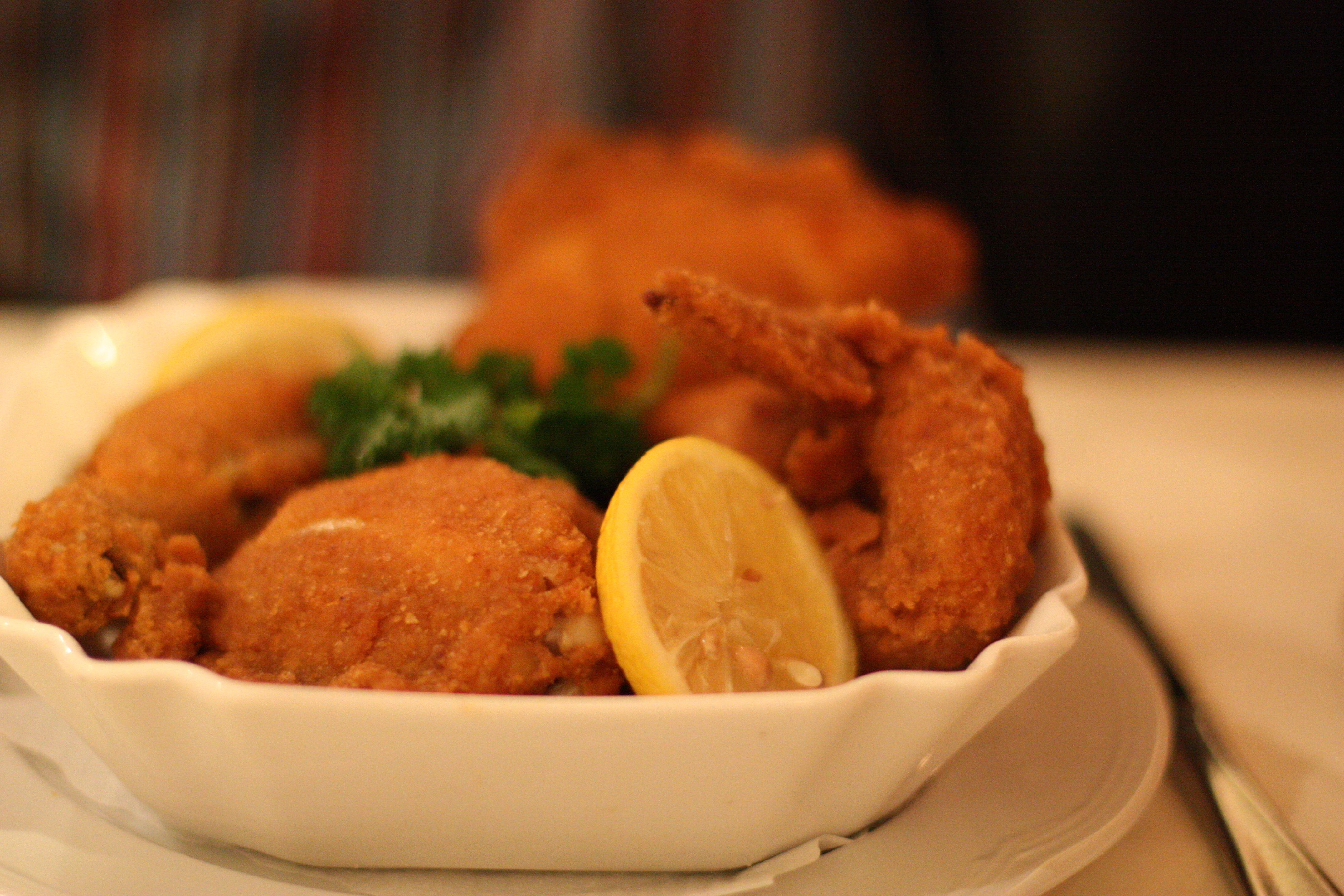

- Вена: венская кухня
- Нижняя Австрия: предпочтение отдается дичи
- Бургенланд: сильное влияние венгерской кухни, бургенландский крипфель
- Штирия: типичный штирийский деликатес — тыквенное масло, которым заправляют все салаты
- Каринтия: из-за многочисленных озёр Каринтии, рыба является здесь популярным блюдом
- Верхняя Австрия: большое влияние кухни Баварии и Богемии, из сладких блюд — линцский торт
- Зальцбург: зальцбургский нокерль
- Тироль: простая кухня горцев — тирольский грёстль, Speckknödel (равиоли/дамплинги с кусочками бекона) и Spinatknödel (со шпинатом), тирольский пирог с шоколадом и орехами
- Форарльберг: влияние кухни Швейцарии и Швабии

Я иду в кухню за пудингом. Там стоят три женщины, одна из них – хозяйка; она что-то вертит в руках, точно собирается делать клёцки.